# U.S. Route 17
Pour les articles homonymes, voir Route 17.
La U.S. Route 17 (US 17), aussi connue comme la Coastal Highway, est une US Route sud–nord qui se trouve dans le sud-est des États-Unis. Elle longe la côte Atlantique sur presque toute sa longueur, à l'exception du segment entre Punta Gorda et Jacksonville en Floride, et le segment entre Fredericksburg et Winchester en Virginie. Les aires urbaines importantes traversées par la US 17 sont celles de Punta Gorda, d'Orlando et de Jacksonville, en Floride; celles de Brunswick et de Savannah en Géorgie; celles de Charleston et de Myrtle Beach en Caroline du Sud; celles du cap Fear et de New Bern en Caroline du Nord et celles de Hampton Roads et de Winchester en Virginie.
Le terminus sud de la route est à Punta Gorda, Floride, à une intersection avec la US 41. Se dirigeant vers le nord, la US 17 se termine au centre-ville de Winchester, Virginie, en multiplex avec la US 50.
Bien que la US 1 soit généralement considérée comme la route qui suit l'I-95, la US 17 la suit sur la majorité de son tracé et forme même un multiplex avec celle-ci à Ridgeland, Caroline du Sud et Fredericksburg, Virginie. Ce faisant, la US 17 ne respecte pas totalement les standards de numérotation puisque, si elle les suivaient, elle devrait plutôt être entre la US 15 et la US 19; c'est plutôt la US 219 qui effectue ce parcours.

## Description du tracé
|       | mi    | km    |
| ----- | ----- | ----- |
| FL    | 317   | 510   |
| GA    | 124   | 200   |
| SC    | 221   | 356   |
| NC    | 286   | 460   |
| VA    | 256   | 412   |
| Total | 1 204 | 1 938 |

### Floride
La US 17 débute au centre-ville de Punta Gorda à l'intersection avec la US 41 (Cross Street). Après s'être dirigée vers l'est, elle bifurque vers le nord en longeant la Peace River en passant par Arcadia, Zolfo Springs et Wauchula. À Fort Meade, elle rejoint la US 98 jusqu'à Bartow, où les routes se séparent et que la US 17 va vers le nord-est.
La US 17 débute alors un long multiplex avec la US 92 au nord de Winter Haven à Lake Alfred, lequel fait passer les routes par Kissimmee, où elles rejoignent la US 192. Comme la US 92, la US 17 est plutôt parallèle à l'I-4. Lorsque les routes rencontrent la US 441, la US 192 suit celle-ci vers le sud alors que la US 17 / US 92 la suit vers le nord en direction du centre-ville d'Orlando. La US 17 / US 92 se sépare alors de la US 441 et se dirige vers l'est.
À Sanford, la US 17 / US 92 traverse le fleuve Saint Johns et entre dans le comté de Volusia via le Pont Bill Benedict. Au nord de DeLand, la US 92 se sépare de la US 17. La US 17 continue vers le nord en direction de Palatka, où elle traverse à nouveau le fleuve.
Dans le comté de Clay, la US 17 parcourt les banlieues de Jacksonville. À Jacksonville, le segment sud de la route emprunte le Roosevelt Boulevard. La route passe par la Naval Air Station Jacksonville (NAS Jax). Près du centre-ville, elle rejoint l'I-10 pour environ un mile, avant de rencontrer l'I-95 et d'entreprendre un multiplex avec celle-ci. La US 17 sort de l'I-95 à Union Street et continue comme North Main Street jusqu'à la limite du comté de Nassau. Elle se poursuit vers le nord jusqu'à ce qu'elle atteigne la frontière avec la Géorgie, à la traversée du fleuve Saint Marys.

### Géorgie

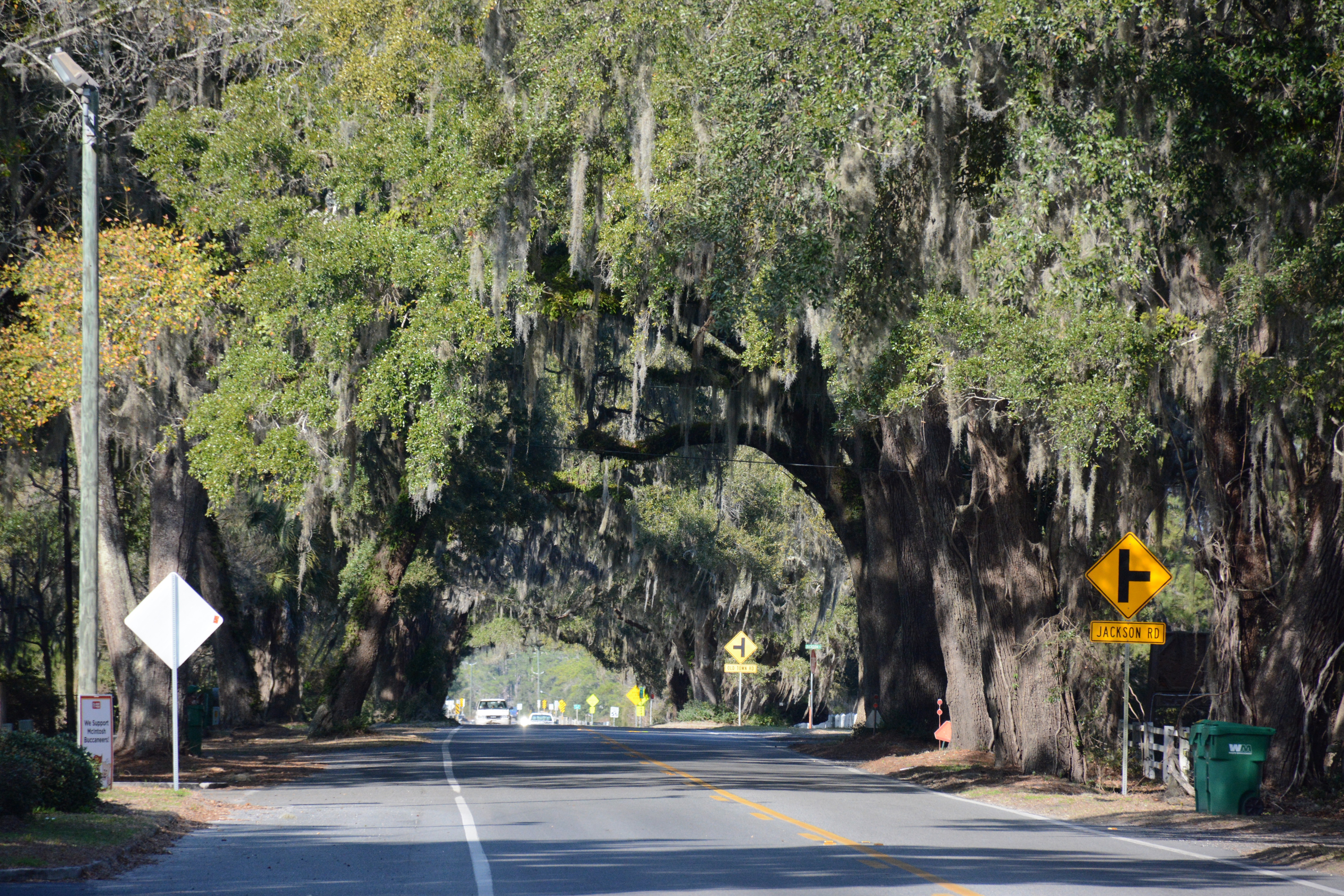
Un couvert de chênes sur une section de la US 17 dans le comté de McIntosh, en Géorgie

La US 17 entre en Géorgie et se dirige vers le nord. À Woodbine, elle traverse la rivière Satilla. À Brunswick, elle traverse la South Brunswick River et passe par le centre de la ville. Elle longe l'I-95 jusqu'à Savannah où elle forme un multiplex avec l'I-516 et l'I-16. Elle traverse ensuite le fleuve Savannah pour entrer en Caroline du Sud.

### Caroline du Sud
La US 17 entre en Caroline du Sud dans le comté de Jasper et atteint Hardeeville, la première ville sur son trajet dans l'état. Elle y croise l'I-95 et la longe jusqu'à Ridgeland, où elle s'y joint jusqu'à Point South. À cet endroit, la US 17 quitte l'I-95 et se dirige vers l'est en multiplex avec la US 21 jusqu'à Gardens Corner. Les routes se séparent et la US 17 se dirige vers le nord-est en passant par le ACE Basin et le comté de Colleton.
La route passe par plusieurs communautés sur son trajet vers Charleston. Elle atteint d'abord West Ashley où elle croise le premier terminus de l'I-526 et traverse le fleuve Ashley pour entrer dans la Péninsule de Charleston via des ponts-levants. Elle passe par le nord du centre-ville et forme un court multiplex avec le terminus est de l'I-26. Elle traverse la rivière Cooper et atteint Mount Pleasant.
En entrant à Mount Pleasant, la route redevient un boulevard avec des intersections à niveau. Elle atteint alors le deuxième terminus de l'I-526 et se poursuit vers le nord-est. En quittant la région métropolitaine de Charleston, la route entre dans la Forêt nationale de Francis Marion et passe par les communautés rurales d'Awendaw et de McClellanville. La US 17 continue vers le nord-est pour atteindre Georgetown et traverse le fleuve Santee. À Georgetown, elle rencontre la US 521 et la US 701. La US 17 bifurque vers l'est et reprend un alignement vers le nord-est. Elle passe par Pawleys Island, Litchfield Beach, Murrells Inlet, Garden City Beach et Surfside Beach avant d'arriver à Myrtle Beach. Elle contourne la ville par le nord et croise la US 501. Une route alternative dessert les plages de la ville. La US 17 continue ensuite vers le nord-est en passant par Atlantic Beach, North Myrtle Beach et Little River avant d'entrer en Caroline du Nord.

### Caroline du Nord
La route entre dans l'état et passe par de petites communautés côtières avant d'atteindre Wilmington. Là, elle traverse la Northeast Cape Fear River en multiplex avec la US 74 / US 76. Elle traverse Wilmington et en sort par le nord-est. Elle passe par Hampstead et Holly Ridge avant d'atteindre Jacksonville. Plus au nord-est, elle passe par Maysville et entre à New Bern, après avoir formé un multiplex avec la US 70. À New Bern, elle change d'orientation et se dirige au nord-ouest. Elle passe par Vanceboro et Washington, où elle se dirige vers le nord.
À Washington, elle traverse la rivière Pamlico et rencontre la US 264. Plus au nord, elle forme un multiplex avec la US 13 entre Williamston et Windsor. À Windsor, elle bifurque vers l'est et traverse ensuite le fleuve Chowan. Elle passe par Hertford et Elizabeth City, où elle forme un multiplex avec la US 158. À Morgan's Corner, le multiplex prend fin et la US 17 continue son trajet vers le nord. Elle traverse le fleuve Pasquotank avant de traverser la frontière avec la Virginie.

### Virginie

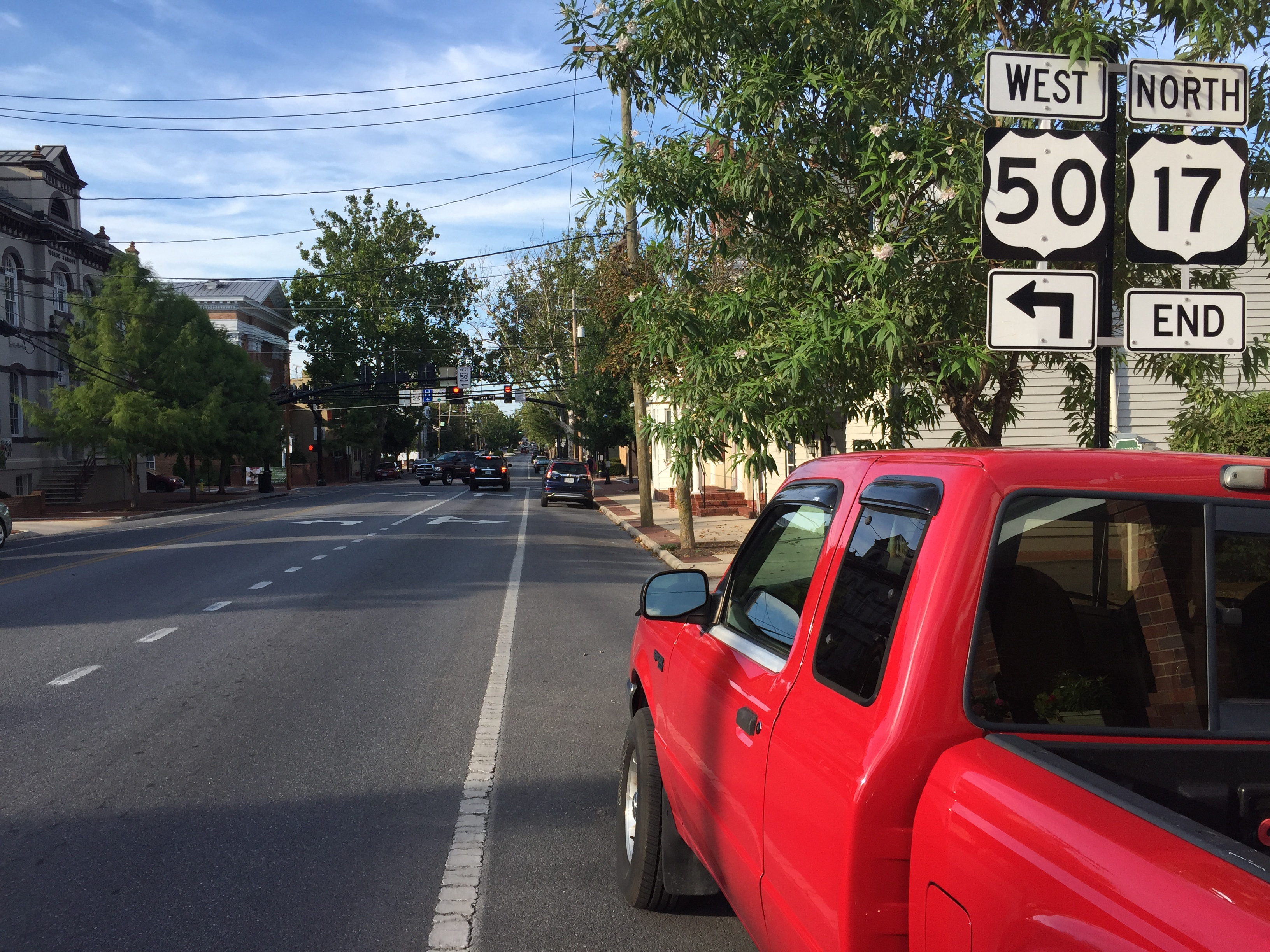
Vue vers le nord à la jonction avec la US 11 et la US 522 au terminus nord de la US 17 à Winchester, Virginie

La US 17 entre en Virginie dans les limites de Chesapeake. Elle se dirige vers le nord et atteint l'aire urbaine de la ville. Elle forme un multiplex avec l'I-64 pour traverser la Elizabeth River. Elle quitte le tracé de l'autoroute et se dirige vers le nord. Près du Norfolk Naval Shipyard, elle bifurque vers le nord-ouest et une autre branche de la Elizabeth River. Elle traverse la Nansemond River et la James River pour entrer à Newport News. Elle traverse la ville vers le nord et traverse la York River. Elle passe par Gloucester Courthouse et Saluda avant d'atteindre Tappahannock. Elle longe la rivière Rappahannock jusqu'au sud de Fredericksburg. Là, elle rencontre la US 1 et forme un multiplex avec celle-ci jusqu'à Falmouth. Elle se dirige vers le nord-ouest et passe par Bealeton, où elle entreprend un multiplex avec la US 15 jusqu'à Warrenton. À Marshall, elle croise l'I-66 et forme un multiplex jusqu'à Delaplane. À Paris, elle forme un multiplex avec la US 50 jusqu'à Winchester, où la US 17 prend fin, à la jonction avec la US 11 et la US 522.

## Intersections majeures
Floride
 US 41 à Punta Gorda
 I-75 aux limites entre Solana et Cleveland
 US 98 à Fort Meade. Les routes forment un multiplex jusqu'à Bartow.
 US 92 à Lake Alfred. Les routes forment un multiplex jusqu'à DeLand.
 US 27 à Haines City
 US 192 à Kissimmee. Les routes forment un multiplex dans la ville.
 US 441 à Kissimmee. Les routes forment un multiplex jusqu'à Orlando.
 I-4 à Orlando
 I-4 à Orlando
 I-4 au nord-ouest de Sanford
 I-295 à Jacksonville
 I-10 à Jacksonville. Les routes forment un multiplex dans la ville.
 I-95 à Jacksonville. Les routes forment un multiplex dans la ville.
 US 23 à Jacksonville. Les routes forment un multiplex dans la ville.
 US 1 à Jacksonville. Les routes forment un multiplex dans la ville.
 I-295 à Jacksonville
 I-95 à Yulee
Géorgie
 US 82 à l'ouest de Brunswick. Les routes forment un multiplex sur environ 0,72 miles (1,16 km).
 I-95 à l'ouest de Brunswick
 US 341 à Brunswick
 US 25 à Brunswick
 I-95 au sud-est de Riceboro
 US 84 à Midway
 I-95 à Richmond Hill
 I-516 / US 80 à Savannah. Les routes forment un multiplex dans la ville.
 I-16 à Savannah. Les routes forment un multiplex dans la ville.
Caroline du Sud
 I-95 à Hardeeville
 US 321 à Hardeeville
 US 278 à Hardeeville. Les routes forment un multiplex jusqu'à Ridgeland.
 I-95 à Ridgeland. Les routes forment un multiplex jusqu'à Point South.
 US 21 au nord-est de Pocotaligo. Les routes forment un multiplex jusqu'à Gardens Corner.
 I-526 à Charleston
 I-26 à Charleston. Les routes forment un multiplex dans la ville.
 US 52 / US 78 à Charleston
 I-526 à Mount Pleasant
 US 521 à Georgetown
 US 701 à Georgetown
 US 501 à Myrtle Beach
Caroline du Nord
 I-140 au sud-ouest de Leland
 US 74 / US 76 à Leland. La US 17 / US 74 forment un multiplex jusqu'à l'ouest de Wilmington. La US 17 / US 76 forment un multiplex jusqu'à l'ouest de Wrightsville Beach.
 US 421 à l'ouest de Wilmington. Les routes forment un multiplex jusqu'au centre-ville de Wilmington.
 US 117 à Wilmington
 US 74 / US 76 à Wilmington
 US 70 à l'ouest de New Bern. Les routes forment un multiplex jusqu'aux limites entre New Bern et James City.
 US 264 à Washington
 US 13 / US 64 au sud-ouest de Williamston. La US 13 / US 17 forment un multiplex jusqu'à Windsor. La US 17 / US 64 forment un multiplex jusqu'au sud de Williamston.
 US 158 à Elizabeth City. Les routes forment un multiplex jusqu'au sud-est de Morgans Corner.
Virginie
 I-64 / I-464 à Chesapeake. L'I-64 / US 17 forment un multiplex dans la ville.
 US 13 / US 460 à Chesapeake
 I-264 à Portsmouth
 US 58 à Portsmouth
 I-664 à Suffolk
 US 258 à Bartlett. Les routes forment un multiplex jusqu'à Newport News.
 US 60 à Newport News
 I-64 à Newport News
 US 360 à Brays Fork. Les routes forment un multiplex jusqu'à Tappahannock.
 US 301 à Port Royal Cross Roads
 US 1 au sud de Fredericksburg. Les routes forment un multiplex sur environ 1,18 miles (1,90 km).
 I-95 au sud de Fredericksburg.Les routes forment un multiplex jusqu'au nord-ouest de Falmouth.
 US 15 / US 29 à Opal. Les routes forment un multiplex jusqu'à Warrenton.
 I-66 au sud-est de Marshall. Les routes forment un multiplex sur environ 4,69 miles (7,55 km).
 US 50 au sud-est de Paris. Les routes forment un multiplex jusqu'à Winchester.
 US 340 à Waterloo
 I-81/ US 522 au sud-est de Winchester. La US 17 / US 522 forment un multiplex jusqu'à Winchester.
 US 11 à Winchester. Les routes forment un multiplex dans la ville.
Cork Street à Winchester

## Routes auxiliaires
- US 17A, route débutant à l'intersection avec la US 21 à Salkehatchie, Caroline du Sud. Elle passe par Walterboro, Cottageville, Summerville, Moncks Corner, Jamestown et Andrews, pour ensuite prendre fin à Georgetown, en multiplex avec la US 521 à l'intersection avec la US 17 et la US 701.
- US 117, route débutant dans le Port de Wilmington et se terminant à la jonction avec la US 301 près de Wilson, en Caroline du Nord.